# كارل ويلهلم فريك
كارل ويلهلم فريك (بالألمانية: Karl Wilhelm Fricke)‏ هو صحفي وكاتب ألماني، ولد في 3 سبتمبر 1929 في Hoym ‏ في ألمانيا.

## وصلات خارجية
- كارل ويلهلم فريك على موقع مونزينجر (الألمانية)